# Johann Georg Nef (Unternehmer, 1849)
Johann Georg Nef (* 18. August 1849 in Herisau; † 4. Juni 1928 ebenda; heimatberechtigt in Herisau) war ein Schweizer Textilunternehmer und Kantonsrat aus dem Kanton Appenzell Ausserrhoden.

## Leben
Johann Georg Nef war ein Sohn von Johann Georg Nef (1809–1887) und Anna Katharina Zähner; Er war ein Bruder von Johann Jakob Nef. Johann Georg Nef heiratete im Jahr 1876 Agnes Zürcher, Tochter des Adolf Friedrich Zürcher.
Nef absolvierte eine kaufmännische Lehre in verschiedenen Ostschweizer Textilbetrieben. Diese ergänzte er durch Aufenthalte in Brüssel und Italien. Er wurde Leiter und Teilhaber der väterlichen Textilhandelsfirma. Ab 1906 wurde diese unter dem Namen Johann Georg Nef und Compagnie geführt. Dank Anpassungen des Sortiments und der Erschliessung neuer Absatzmärkte setzte sich der Aufschwung des Unternehmens unter Nef fort. Er gründete eine Filiale in New York.
Von 1882 bis 1888 war er Gemeinderat in Herisau. Von 1887 bis 1893 sass er im Kantonsrat. Nef war ein Mitglied der kantonalen Kommission für Handel und Gewerbe sowie der kantonalen Militärkommission. Kandidaturen für Regierungs- und Nationalrat lehnte Nef wiederholt ab. Von 1896 bis 1928 amtierte er als Präsident der Erziehungsanstalt Wiesen in Herisau. Von 1914 bis 1920 stand er der evangelischen Synode Ausserrhodens als Vizepräsident vor. Er gründete eine kantonale Pensionskasse für Pfarrer. Von 1914 bis 1919 wirkte er als Kommandant des Territorialkreises 7. Er hatte den militärischen Grad eines Obersts.